# فهرست صدراعظم‌های آلمان
- بالا راست: اتو فون بیسمارک نخستین صدراعظم آلمان با ایجادکنفدراسیون آلمان شمالی و بعداً امپراتوری آلمان بود.
- بالا چپ: آدولف هیتلر که رهبر و صدراعظم آلمان از ۱۹۳۳ تا ۱۹۴۵ بود، وی معمولا برای رهبری آلمان در جنگ بزرگ شناخته شده ترین صدر اعظم آلمان در نظر گرفته میشود.
- پایین راست: کنراد آدناور نخستین صدراعظم آلمان غربی بود.
- پایین چپ: آنگلا مرکل  نخستین صدراعظم زن آلمان بود.

جدول‌های زیر فهرست رئیس‌های حکومت آلمان که در بیشتر دوره‌ها بنام نخست‌وزیر یا کانتسلِر (Kanzler) شناخته می‌شوند از سال ۱۸۷۱ تا دسامبر ۲۰۱۳ را دربر می‌گیرد.

## کنفدراسیون آلمان شمالی
| تصویر | نام (زاده-درگذشته)              | مشغول به کار | مشغول به کار | مشغول به کار | حزب سیاسی |  |
| تصویر | نام (زاده-درگذشته)              | گرفتن پست    | ترک پست      | روز          | حزب سیاسی |  |
| ----- | ------------------------------- | ------------ | ------------ | ------------ | --------- |  |
|       | کنت اتو فون بیسمارک (۱۸۱۵–۱۸۹۸) | ۱ ژوئیه ۱۸۶۷ | ۲۱ مارس ۱۸۷۱ | 1359         | بدون حزب  |  |

## امپراتوری آلمان
حزب سیاسی:
      Zentrum
      SPD
      none
| تصویر | تصویر | نام (زاده-درگذشته)                                         | مشغول به کار  | مشغول به کار    | مشغول به کار | حزب سیاسی        |
| تصویر | تصویر | نام (زاده-درگذشته)                                         | گرفتن پست     | ترک پست         | روز          | حزب سیاسی        |
| ----- | ----- | ---------------------------------------------------------- | ------------- | --------------- | ------------ | ---------------- |
|       |       | شاهزاده اتو فون بیسمارک (۱۸۱۵–۱۸۹۸)                        | ۲۱ مارس ۱۸۷۱  | ۲۰ مارس ۱۸۹۰    | 6939         | بدون حزب         |
|       |       | کنت لئو فون کاپریوی (۱۸۳۱–۱۸۹۹)                            | ۲۰ مارس ۱۸۹۰  | ۲۶ اکتبر ۱۸۹۴   | 1681         | بدون حزب         |
|       |       | شاهزاده شلودویگ، شاهزاده هوهنلوهه-شیلینگسفورست (۱۸۱۹–۱۹۰۱) | ۲۹ اکتبر ۱۸۹۴ | ۱۷ اکتبر ۱۹۰۰   | 2179         | بدون حزب         |
|       |       | شاهزاده برنهارد فن بولو (۱۸۴۹–۱۹۲۹)                        | ۱۷ اکتبر ۱۹۰۰ | ۱۴ ژوئیه ۱۹۰۹   | 3192         | بدون حزب         |
|       |       | تئوبالد فن بتمان-هولوگ (۱۸۵۶–۱۹۲۱)                         | ۱۴ ژوئیه ۱۹۰۹ | ۱۳ ژوئیه ۱۹۱۷   | 2921         | بدون حزب         |
|       |       | گئورگ میشائلیس (۱۸۵۷–۱۹۳۶)                                 | ۱۴ ژوئیه ۱۹۱۷ | ۱ نوامبر ۱۹۱۷   | 110          | بدون حزب         |
|       |       | کنت گئورگ فن هرتلینگ (۱۸۴۳–۱۹۱۹)                           | ۱ نوامبر ۱۹۱۷ | ۳۰ سپتامبر ۱۹۱۸ | 333          | Centre           |
|       |       | شاهزاده ماکسیمیلیان بادن (۱۸۶۷–۱۹۲۹)                       | ۳ اکتبر ۱۹۱۸  | ۹ نوامبر ۱۹۱۸   | 37           | بدون حزب         |
|       |       | فریدریش ابرت (۱۸۷۱–۱۹۲۵)                                   | ۹ نوامبر ۱۹۱۸ | ۱۳ فوریه ۱۹۱۹   | 96           | Social Democrats |

## جمهوری وایمار
جمهوری وایمار، که پس از فروپاشی نظام سلطنتی و فرار ویلهلم دوم به هلند در پایان جنگ جهانی اول به نام رایش و ریاست جمهوری سوسیال دموکراتی به نام فردریش ابرت تأسیس شد، اولین دولت دموکراتیک در کشور آلمان بود. در سال ۱۹۱۹ اعضای مجلس ملی آلمان به نام رایشس‌تاگ، که غالباً چپ میانه‌رو و جانبدار نظام فدرال و آزادی بی قید و شرط همهٔ احزاب و مطبوعات بودند، برای تدوین قانون اساسی در وایمار گرد آمدند.
حزب سیاسی:
      SPD
      Zentrum
      DVP
      none
| تصویر | تصویر | نام (زاده-درگذشته)                                     | مشغول به کار   | مشغول به کار   | مشغول به کار | حزب سیاسی                      |
| تصویر | تصویر | نام (زاده-درگذشته)                                     | گرفتن پست      | ترک پست        | روز          | حزب سیاسی                      |
| ----- | ----- | ------------------------------------------------------ | -------------- | -------------- | ------------ | ------------------------------ |
|       |       | فیلیپ شایدمان (۱۸۶۵–۱۹۳۹) as "Reichsministerpräsident" | ۱۳ فوریه ۱۹۱۹  | ۲۰ ژوئن ۱۹۱۹   | ۱۲۷          | Social Democrats               |
|       |       | گوستاف باوئر (۱۸۷۰–۱۹۴۴)                               | ۲۱ ژوئن ۱۹۱۹   | ۲۶ مارس ۱۹۲۰   | ۲۷۹          | Social Democrats               |
|       |       | هرمان مولر (دوره اول) (۱۸۷۶–۱۹۳۱)                      | ۲۷ مارس ۱۹۲۰   | ۸ ژوئن ۱۹۲۰    | ۷۳           | Social Democrats               |
|       |       | کنستانتین فرنباخ (۱۸۵۲–۱۹۲۶)                           | ۲۵ ژوئن ۱۹۲۰   | ۴ مه ۱۹۲۱      | ۳۱۳          | Centre                         |
|       |       | یوزف ویرت (۱۸۷۹–۱۹۵۶)                                  | ۱۰ مه ۱۹۲۱     | ۱۴ نوامبر ۱۹۲۲ | ۵۵۳          | Centre                         |
|       |       | ویلهلم کونو (۱۸۷۶–۱۹۳۳)                                | ۲۲ نوامبر ۱۹۲۲ | ۱۲ اوت ۱۹۲۳    | ۲۶۳          | بدون حزب                       |
|       |       | گوستاف اشترزمان (۱۸۷۸–۱۹۲۹)                            | ۱۳ اوت ۱۹۲۳    | ۳۰ نوامبر ۱۹۲۳ | ۱۰۹          | German People's Party          |
|       |       | ویلهلم مارکس (دوره اول) (۱۸۶۳–۱۹۴۶)                    | ۳۰ نوامبر ۱۹۲۳ | ۱۵ ژانویه ۱۹۲۵ | ۴۱۲          | Centre                         |
|       |       | هانس لوتر (۱۸۷۹–۱۹۶۲)                                  | ۱۵ ژانویه ۱۹۲۵ | ۱۲ مه ۱۹۲۶     | ۴۸۲          | German People's Party          |
|       |       | ویلهلم مارکس (دوره دوم) (۱۸۶۳–۱۹۴۶)                    | ۱۷ مه ۱۹۲۶     | ۱۲ ژوئن ۱۹۲۸   | ۷۵۷          | Centre                         |
|       |       | هرمان مولر (دوره دوم) (۱۸۷۶–۱۹۳۱)                      | ۲۸ ژوئن ۱۹۲۸   | ۲۷ مارس ۱۹۳۰   | ۶۳۷          | Social Democrats               |
|       |       | هاینریش برونینگ (۱۸۸۵–۱۹۷۰)                            | ۳۰ مارس ۱۹۳۰   | ۳۰ مه ۱۹۳۲     | ۷۹۲          | Centre                         |
|       |       | فرانتس فون پاپن (۱۸۷۹–۱۹۶۹)                            | ۱ ژوئن ۱۹۳۲    | ۱۷ نوامبر ۱۹۳۲ | ۱۶۹          | Centre تا ۳ ژوئن ۱۹۳۲ بدون حزب |
|       |       | کورت فن شلایشر (۱۸۸۲–۱۹۳۴)                             | ۳ دسامبر ۱۹۳۲  | ۲۸ ژانویه ۱۹۳۳ | ۵۷           | بدون حزب                       |

## رایش سوم (۱۹۳۳–۱۹۴۵)
حزب سیاسی:
      NSDAP
      None
| چهره | چهره                                                                  | نام (زاده-درگذشته)      | مشغول به کار   | مشغول به کار  | مشغول به کار                    | حزب سیاسی                       |
| چهره | چهره                                                                  | نام (زاده-درگذشته)      | گرفتن پست      | ترک پست       | روزها                           | حزب سیاسی                       |
| ---- | --------------------------------------------------------------------- | ----------------------- | -------------- | ------------- | ------------------------------- | ------------------------------- |
|      |                                                                       | آدولف هیتلر (۱۸۸۹–۱۹۴۵) | ۳۰ ژانویه ۱۹۳۳ | ۳۰ آوریل ۱۹۴۵ | 4473                            | حزب ملی سوسیالیست کارگران آلمان |
|      | یوزف گوبلس (۱۸۹۷–۱۹۴۵)                                                | ۳۰ آوریل ۱۹۴۵           | ۱ مه ۱۹۴۵      | 1             | حزب ملی سوسیالیست کارگران آلمان |                                 |
|      | لوتس گراف شورین فن کروسیک (۱۸۸۷–۱۹۷۷) (leading minister at Flensburg) | ۲ مه ۱۹۴۵               | ۲۳ مه ۱۹۴۵     | 21            | None (بدون حزب conservative)    |                                 |

## جمهوری فدرال (از ۱۹۴۹)
در سال ۱۹۴۹ سه ایالت جدا آلمان تأسیس شدند: جمهوری فدرال آلمان (مشهور به آلمان غربی), زارلند که در سال ۱۹۵۶ به جمهوری فدرال آلمان ملحق شد، و جمهوری دمکراتیک آلمان (مشهور به آلمان شرقی)
| تصویر          | نام(زاده-درگذشته)                    | مشغول به کار    | مشغول به کار   | مشغول به کار | حزب سیاسی                      |
| تصویر          | نام(زاده-درگذشته)                    | گرفتن پست       | ترک پست        | روز          | حزب سیاسی                      |
| -------------- | ------------------------------------ | --------------- | -------------- | ------------ | ------------------------------ |
|                |                                      |                 |                |              |                                |
|                | کنراد آدناور (۱۸۷۶–۱۹۶۷)             | ۲۰ سپتامبر ۱۹۴۹ | ۲۰ اکتبر ۱۹۵۳  | 5144         | اتحادیه دموکرات مسیحی (CDU)    |
| ۲۰ اکتبر ۱۹۵۳  | کنراد آدناور (۱۸۷۶–۱۹۶۷)             | ۲۹ اکتبر ۱۹۵۷   |                | 5144         | اتحادیه دموکرات مسیحی (CDU)    |
| ۲۹ اکتبر ۱۹۵۷  | کنراد آدناور (۱۸۷۶–۱۹۶۷)             | ۱۴ نوامبر ۱۹۶۱  |                | 5144         | اتحادیه دموکرات مسیحی (CDU)    |
| ۱۴ نوامبر ۱۹۶۱ | کنراد آدناور (۱۸۷۶–۱۹۶۷)             | ۱۳ دسامبر ۱۹۶۲  |                | 5144         | اتحادیه دموکرات مسیحی (CDU)    |
|                | کنراد آدناور (۱۸۷۶–۱۹۶۷)             |                 |                | 5144         | اتحادیه دموکرات مسیحی (CDU)    |
|                | کنراد آدناور (۱۸۷۶–۱۹۶۷)             |                 |                | 5144         | اتحادیه دموکرات مسیحی (CDU)    |
|                | کنراد آدناور (۱۸۷۶–۱۹۶۷)             |                 |                | 5144         | اتحادیه دموکرات مسیحی (CDU)    |
| ۱۴ دسامبر ۱۹۶۲ | کنراد آدناور (۱۸۷۶–۱۹۶۷)             | ۱۱ اکتبر ۱۹۶۳   |                | 5144         | اتحادیه دموکرات مسیحی (CDU)    |
|                | لودویگ ارهارد (۱۸۹۷–۱۹۷۷)            | ۱۷ اکتبر ۱۹۶۳   | ۲۶ اکتبر ۱۹۶۵  | 1142         |                                |
| ۲۶ اکتبر ۱۹۶۵  | لودویگ ارهارد (۱۸۹۷–۱۹۷۷)            | ۳۰ نوامبر ۱۹۶۶  |                | 1142         |                                |
|                | کورت گئورگ کیزینگر (۱۹۰۴–۱۹۸۸)       | ۱ دسامبر ۱۹۶۶   | ۲۱ اکتبر ۱۹۶۹  | 1055         | اتحادیه دموکرات مسیحی (CDU)    |
|                | ویلی برانت (۱۹۱۳–۱۹۹۲)               | ۲۲ اکتبر ۱۹۶۹   | ۱۵ دسامبر ۱۹۷۲ | 1659         | حزب سوسیال دموکرات (SPD)       |
| ۱۵ دسامبر ۱۹۷۲ | ویلی برانت (۱۹۱۳–۱۹۹۲)               | ۷ مه ۱۹۷۴       |                | 1659         | حزب سوسیال دموکرات (SPD)       |
|                | والتر شیل (۱۹۱۹–۲۰۱۶) (کفیل صدراعظم) | ۷ مه ۱۹۷۴       | ۱۶ مه ۱۹۷۴     | 9            | حزب دموکرات آزاد (FDP)         |
|                | هلموت اشمیت (۱۹۱۸–۲۰۱۵)              | ۱۶ مه ۱۹۷۴      | ۱۴ دسامبر ۱۹۷۶ | 3060         | حزب سوسیال دموکرات آلمان (SPD) |
| ۱۶ دسامبر ۱۹۷۶ | هلموت اشمیت (۱۹۱۸–۲۰۱۵)              | ۴ نوامبر ۱۹۸۰   |                | 3060         | حزب سوسیال دموکرات آلمان (SPD) |
| ۶ نوامبر ۱۹۸۰  | هلموت اشمیت (۱۹۱۸–۲۰۱۵)              | ۱ اکتبر ۱۹۸۲    |                | 3060         | حزب سوسیال دموکرات آلمان (SPD) |
|                | هلموت کوهل (۱۹۳۰–۲۰۱۷)               | ۱ اکتبر ۱۹۸۲    | ۲۹ مارس ۱۹۸۳   | 5870         | اتحادیه دموکرات مسیحی (SDU)    |
| ۳۰ مارس ۱۹۸۳   | هلموت کوهل (۱۹۳۰–۲۰۱۷)               | ۱۱ مارس ۱۹۸۷    |                | 5870         | اتحادیه دموکرات مسیحی (SDU)    |
| ۱۲ مارس ۱۹۸۷   | هلموت کوهل (۱۹۳۰–۲۰۱۷)               | ۱۸ ژانویه ۱۹۹۱  |                | 5870         | اتحادیه دموکرات مسیحی (SDU)    |
| ۱۸ ژانویه ۱۹۹۱ | هلموت کوهل (۱۹۳۰–۲۰۱۷)               | ۱۷ نوامبر ۱۹۹۴  |                | 5870         | اتحادیه دموکرات مسیحی (SDU)    |
|                | گرهارد شرودر (زاده ۱۹۴۴)             | ۲۷ اکتبر ۱۹۹۸   | ۲۲ اکتبر ۲۰۰۲  | 2583         | سوسیال دموکرات (SPD)           |
| ۲۲ اکتبر ۲۰۰۲  | گرهارد شرودر (زاده ۱۹۴۴)             | ۲۲ نوامبر ۲۰۰۵  |                | 2583         | سوسیال دموکرات (SPD)           |
|                | آنگلا مرکل (زاده ۱۹۵۴)               | ۲۲ نوامبر ۲۰۰۵  | ۲۸ اکتبر ۲۰۰۹  | 7129         | اتحادیه دموکرات مسیحی (SDU)    |
| ۲۸ اکتبر ۲۰۰۹  | آنگلا مرکل (زاده ۱۹۵۴)               | ۱۷ دسامبر ۲۰۱۳  |                | 7129         | اتحادیه دموکرات مسیحی (SDU)    |
| ۱۷ دسامبر ۲۰۱۳ | آنگلا مرکل (زاده ۱۹۵۴)               | ۸ دسامبر ۲۰۲۱   |                | 7129         | اتحادیه دموکرات مسیحی (SDU)    |
| Portrait       | اولاف شولتس (زاده ۱۹۵۸)              | ۸ دسامبر ۲۰۲۱   | ۶ مه ۲۰۲۵      | 1269         | سوسیال دموکرات (SPD)           |
|                | فریدریش مرتس (زاده ۱۹۵۵)             | ۶ مه ۲۰۲۵       | متصدی          | 24           | اتحادیه دموکرات مسیحی (SDU)    |